# Кум 3
Кум 3 (енгл. The Godfather: Part III) је амерички криминалистички филм из 1990. који је режирао Френсис Форд Копола.

## Радња
Филм почиње 1979. године. Посед Корлеонових на језеру Тахо је напуштен, а Мајкл се вратио у Њујорк где покушава да створи углед за породицу Корлеоне. Пише писмо својој деци и моли их да дођу на церемонију и да покушају да наговоре своју мајку Кеј да дође са њима. Мајкл је основао фондацију Дон Вито Корлеоне, за коју је награђен орденом Реда св. Себастијана. Након церемоније, направљена је прослава на којој Мајклов син Ентони говори оцу како одустаје од студија права и намерава се посветити каријери оперског певача, у чему га подржава мајка Кеј.
На прослави се појављује и Винсент Мансини, Сонијев незаконити син. Винсент се посвађао са Џоијем Зазом, њујоршким мафијашем и управитељем подручја које надзире породица Корлеоне. Винсент приговара Зази да у том подручју влада безакоње. Свађа пред Мајклом постаје насилна те Винсент одгризе Зази комадић уха. Након неуспешног покушаја помирења, Винсент упита Мајкла да ли би могао да ради за њега, на шта Мајкл одговара потврдно и узима нећака под своје, али на неко одређено време. Исте ноћи, двојица мушкараца упадају у Винсентов стан. Овај убија једнога, а другога тако уплаши да је морао одати да их је послао Заза. Винсент ипак убија и другог провалника.
Мајкл покушава да купи Ватиканов удео у међународном холдингу за некретнине, Имобилијаре, који је под контролом Ватикана. Надбискуп Гилдеј, управник Ватиканске банке, договара ас њим цену од 600 милиона долара. Гилдеј је довео Свету Столицу у озбиљне дугове због својих лоших потеза и корупције. Са друге стране, Мајкл увиђа да посао неће бити тако лако ратификован, јер се неке особе у Ватикану противе послу.
Дон Алтобело, старији њујоршки мафијаш, каже Мајклу да његови стари партнери из Њујорка желе удео у послу са Имобилијаром. Састанак је уприличен у Атлантик Ситију. Мајкл на састанку великодушно исплаћује мафијашке шефове великим износима из коцкарског посла у којем сви имају удео. Заза не добија ништа. Бесан, означава Мајкла као непријатеља и каже присутнима како морају да изаберу једног од њих двојице и одлази са састанка. Неколико минута после, изнад собе се појављује хеликоптер и испаљује кишу метака кроз прозоре. Готово сви који су били на састанку су убијени, али Мајкл и Винсент успевају да побегну, при чему се Винсент поставио као стричев живи штит. Мајкл се враћа у Њујорк и покушава да нађе начин како да одговори на атентат. Али погађа га дијабетички шок, па га премештају у болницу.
Иако су рођаци, Винсент и Мери, Мајклова кћер, почињу романтичну везу. Винсент планира како ће да се освети Зази. Током сајма, он и његови пријатељи убијају Зазу и његове телохранитеље. Мајкл инсистира да Винсент оконча везу са Мери, јер би његова повезаност у породичне послове могла да је угрози. Иако је Винсент пристао, на Сицилији, где се породица преселила како би довршила посао са Ватиканом и била присутна на Ентонијевом оперском дебију, веза се наставља. Мајкл даје задатак Винсенту да оде до Алтобела и испита његову лојалност. Винсент мора да увери Алтобела да намерава да напусти породицу Корлеоне. Након успешно обављеног разговора, Алтобело подржава Винсента у његовој намери и упознаје га са Лићиом Лућесијем, човеком који стоји иза завере која би требало да спречи Мајклов посао са Имобилијареом. Мајкл посећује кардинала Ламберта, добронамерног и савесног свештеника, да се распита о послу са Имобилијареом. Ламберто наговара Мајкла да се исповеди након тридесет година; између осталих грехова, Мајкл признаје да је наредио убиство свог брата Фреда. Током обиласка Сицилије са Кеј, која је дошла због опере, Мајкл и од ње тражи опроштај, на шта обоје признају да се још воле. Мајкла обавештавају да је убијен Дон Томасино, његов пријатељ са Сицилије, што би могло да започне нови талас насиља. Кардинал Ламберто је изабран за папу Јована Павла I (име правог папе Јована Павла I је било Алберто Лучијани), што је требало да значи да ће посао са Имобилијареом убрзо бити готов.
Винсент говори Мајклу шта је чуо од Алтобела: Лућеси стоји иза уроте против посла са Имобилијареом и да је убица који је убио Дон Томасина, унајмљен да убије Мајкла. Винсент жели да узврати, али Мајкл га упозорава да ће такав план значити отворени рат. Винсент инсистира на освети, па Мајкл попушта. Поставља Винсента на чело породице Корлеоне, именује га новим Кумом. Заузврат, Винсент пристаје да оконча везу са Мери. Породица одлази у Палермо на Ентонијев деби у главној улози у опери Cavalleri Rusticana. Винсентов план о освети даје резултате. Паралелно са сценама опере одвијају се брутална убиства Лућесија, Алтобела, Гилдеја и других, који су већ отровали новог папу. Убица који је послан да убије Мајкла, чекао је у заседи у опери. Убија неколико Винсентових људи, али опера завршава пре него што је имао прилику да убије Мајкла. Убица се повлачи степеништем испред опере и тамо покушава да убије Мајкла. У тренуцима док се Мери свађа са оцем због забрањене везе са Винсентом, чују се два пуцња. Први погађа Мајкла у раме, он посрће, док други погађа Мери, која је била иза њега, у прса и она умире. Мајкл врисне очајнички од патње и беса. Његова сестра Кони и бивша жена Кеј гледају Мајклову реакцију, готово изненађене, тек сада схватајући како му је породица била драга и важна. Сцена се претвара у низ Мајколових успомена, прво како плеше са Мери са почетка филма, а задња која приказује Кеј, сцена узета из другог дела трилогије. Филм се завршава на Сицилији 1997. Мајкл, сада већ старац, седи у дворишту своје виле. Пада са столице и умире, сам.

## Улоге
| Глумац           | Улога                |
| ---------------- | -------------------- |
| Ал Пачино        | Мајкл Корлеоне       |
| Енди Гарсија     | Винсент Мансини      |
| Софија Копола    | Мери Корлеоне        |
| Дајана Китон     | Кеј Адамс Мичелсон   |
| Талија Шајер     | Кони Корлеоне Рици   |
| Илај Волак       | Дон Алтобело         |
| Џо Мантења       | Џои Заса             |
| Џорџ Хамилтон    | Б. Џ. Харисон        |
| Бриџет Фонда     | Грејс Хамилтон       |
| Ричард Брајт     | Ал Нири              |
| Френк Д`Амброзио | Ентони Вито Корлеоне |

## Награде и номинације
Иако је филм имао помешане реакције, номинован је за седам Оскара укључујући Оскар за најбољи филм, најбољег режисера, најбољег глумца у споредној улози (Енди Гарсија), најбољу фотографију, најбољу монтажу, најбољу сценографију. За разлику од Кума 1 и 2, у овом филму Ал Пачино није номинован за Оскара (у Куму 1 номинован је за најбољег глумца у споредној улози, а у Куму 2 за најбољег глумца). Ово је једини филм из ове трилогије који није освојио награду за најбољи филм, али нити било коју другу награду.
Кум 3 је такође номинован за седам награда Златни глобус, али није победио. Софија Копола (кћерка Франсиса Форда Кополе) је освојила две златне Малине за најгору глумицу у споредној улози и најгору нову звезду.

## Зарада
- Зарада у САД — 66.666.062 $
- Зарада у иностранству — 70.100.000 $
- Зарада у свету — 136.766.062 $